# Técnica de Grupo Nominal

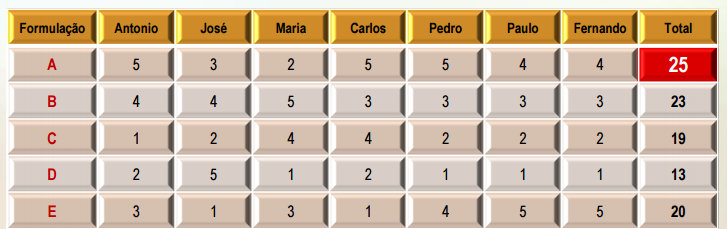
Imagem ilustrativa demonstrando o processo de votação e pontuação, a solução com maior pontos é escolhida

A Técnica de Grupo Nominal (TGN) é um processo de dinâmica de grupo que tem por finalidade chegar a uma solução de determinado problema através de uma votação.
Essa técnica foi originalmente desenvolvida por Andre Delbecq e Andrew H. Van de Ven nos Estados Unidos na década de 60, e tem sido utilizada na área organizacional no sentido de gerar consenso para a tomada de decisão em equipe. O indivíduo expressa sua opinião silenciosamente e independentemente, ou seja sem que um integrante influencie a opinião/voto dos demais, seja por pressão, timidez ou outro aspecto.

## Efeitos
TGN tem se mostrado uma melhoria na eficácia dos grupos de tomada de decisão. A exigibilidade de indivíduos escreverem suas ideias em silêncio e de forma independente antes de uma discussão, aumentou numero de soluções geradas por grupos e também resultou em maior criatividade, alem de uma participação mais equitativa gerando decisões de alta qualidade.
Comparado a tradicionais grupos de interação a TGN fornece ideias mais originais, uma participação mais equilibrada entre os membros do grupo, um aumento no sentimento de realização e maior satisfação com a qualidade da ideia e eficiência do grupo.
Esses resultados são consistentes e foram estudados na pratica por dados que concluirão que, em resposta a três problemas diferentes que requerem pensamento criativo, o numero de ideias produzidas por ``grupos nominais`` (cujos membros estavam trabalhando sozinhos) foi maior do que o numero de ideias produzido por grupos reais cara-a-cara. As ideias geradas pelos grupos nominais e reais foram classificadas pela qualidade e originalidade, e os nominais pontuaram melhor em ambas as medidas.
Pode ser usado em grupos de vários tamanhos, que queiram tomar uma decisão rápida, por voto e sem excluir nenhuma opinião dos integrantes nesse caso todas são anotadas. Primeiro, todos os membros do grupo dão sua respectiva visão de uma possível solução com uma pequena explicação. Os membros procedem então dando prioridades (ranks) 1,2,3,4 e assim em diante para cada ideia apresentada.

## Utilidade
A TGN é particularmente útil quando:
- Alguns membros do grupo são muito mais falantes que outros.
- Alguns membros pensam melhor em silêncio.
- O grupo não gera ideias com facilidade.
- Alguns ou todos os membros são novatos no grupo.
- O assunto e controverso ou polêmico.
- Há um desequilibro de poder entre coordenador e participante, a TGN pode equilibrar estes problemas.

## Procedimento
A Técnica de Grupo Nominal possui sete etapas:
| Procedimento 1. Introdução e explicação: O coordenador recebe os participantes e explica para os mesmos a proposta do encontro. | Duração: 5min     |  |  |
| 2. Geração silenciosa de ideias: O coordenador entrega a cada participante uma folha de papel com a questão a ser abordada, e pede para anotarem suas respectivas soluções sobre a questão. Durante esse período, o coordenador pede aos participantes para não consultarem ou discutirem as suas ideias com os outros. | Duração: 10min    |  |  |
| 3. Compartilhamento de ideias: O coordenador convida os participantes a compartilhar suas respectivas ideias. Ele registra cada ideia em um quadro usando palavras ditas pelo participante. Esse processo continua ate que todas as ideias tenham sido apresentadas, alem disso não ha debate sobre os itens nesta fase. Esse processo garante que todos tenham uma oportunidade de fazer uma contribuição igual e fornece um registro escrito das ideias. | Duração: 15-30min |  |  |
| 4. Grupo de discussão: Os participantes são convidados a buscar explicação verbal ou mais detalhes sobre qualquer uma das ideias que os colegas produziram e que podem não estar claras para eles. A tarefa do coordenador é garantir que cada pessoa tenha permissão para contribuir e que a discussão de todas as ideias seja completa, sem gastar muito tempo em uma única ideia. É importante assegurar que o processo seja tão neutro quanto possível, evitando julgamentos e críticas. O grupo pode sugerir novos itens para discussão e combinar itens em categorias, mas em contrapartida nenhuma ideia deve ser eliminada. | Duração: 30-45min |  |  |
| 5: Votação e Priorização: Essa etapa envolve a priorização anônima das ideias/soluções em relação ao problema original em questão. Os participantes enumeram, em grau de importância (geralmente de 1-5), cada ideia. A intenção do voto anônimo e quantificado é impedir a pressão do ambiente. | Duração: 5min     |  |  |
| 6. Discussão da votação: Discutem-se brevemente os resultados, aqui é a ultima oportunidade para clarificar as sugestões expressas no quadro e para apresentar razões de concordância e de discordância, isto para garantir que a diferença de votações é resultado de várias opiniões e não de falta de esclarecimento dos itens em discussão. | Duração: 10min    |  |  |
| 7. Última votação: Vota-se, de novo, de maneira idêntica à anterior. Obtém-se a lista final dos itens selecionados, devidamente classificados por ordem de prioridades. Encerra-se a sessão. | Duração: 5min     |  |  |

Seguindo o processo de votação e classificação, resultados imediatos em resposta a pergunta estarão disponíveis para os participantes, então a reunião se conclui tendo alcançado um resultado especifico.

## Vantagens e Desvantagens

### Vantagens
- Evita problemas típicos causados pela interação de grupos, como a relutância em sugerir ideias devido ao medo de receber criticas ou por serem mais tímidos.
alguns membros tem medo de criar conflitos em grupos (muitas pessoas querem manter um clima agradável)
- Garante igual participação no compartilhamento de ideias.
- Economia de tempo
- Produção de grande número do ideias

### Desvantagens
- Dificuldade em reunir um grupo de 5 a 9 pessoas profundamente conhecedoras de um assunto.
- Pouca flexibilidade com o método, só trata de um problema por vez.
- Quantidade de tempo da atividade é longo.